# Jobaria
Jobaria var en tidlig sauropod der levede i den midterste Juraperiode, i Afrika i hvad der i dag er landet Niger. Jobaria er estimeret til at veje 22,4 tons, og kunne blive næsten 18,2 meter lang.
 Der er for få eller ingen kildehenvisninger i denne artikel, hvilket er et problem. Du kan hjælpe ved at angive troværdige kilder til de påstande, som fremføres i artiklen.

| Geologi | Spire Denne artikel om geologi er en spire som bør udbygges. Du er velkommen til at hjælpe Wikipedia ved at udvide den. |